# José Luis López Peinado
José Luis Peinado (Tetuán, Protectorado español de Marruecos; 21 de mayo de 1943) es un exfutbolista español y defensor histórico del Real Madrid Club de Fútbol.

## Estadísticas

### Clubes
Actualizado a fin de carrera deportiva. Resaltadas temporadas en calidad de cesión o realizando el servicio militar.
En la temporada 1965-66 y parte de la 1966-67 el jugador hubo de realizar el servicio militar, obligatorio en España en al época. Le toca cumplirlo por dieciséis meses, repartidos entre El Aaiún (Sahara Occidental) y Las Palmas de Gran Canaria, entrenado entonces por a la sazón otro ilustre madridista, Luis Molowny, que le permitió entrenar con el equipo insular para no cortar su carrera deportiva. Finalizado el servicio militar recaló nuevamente y a mediados de la temporada 1966-67 en la Agrupación Deportiva Rayo Vallecano.
| Real Madrid C. F.                       | 1.ª           | 1963-64       | –                | –                | 1                | –                | –                | –                | 1   | 0  | 0    |
| C. D. Manufacturas Metálicas Madrileñas | 3.ª           | 1963-64       | ?                | ?                | ?                | ?                | Inaccesibles     | Inaccesibles     | 0+  | 0+ | 0    |
| A. D. Rayo Vallecano                    | 3.ª           | 1964-65       | ?                | ?                | ?                | ?                | Inaccesibles     | Inaccesibles     | 0+  | 0+ | 0    |
| Sin equipo                              |               | 1965-66       | Servicio militar | Servicio militar | Servicio militar | Servicio militar | Servicio militar | Servicio militar | 0   | 0  | 0    |
| A. D. Rayo Vallecano                    | 2.ª           | 1966-67       | 20               | 1                | –                | –                | –                | –                | 20  | 1  | 0.05 |
| Real Madrid C. F.                       | 1.ª           | 1967-76       | 127              | 9                | 30               | 6                | 26               | 1                | 183 | 16 | 0.09 |
| Total club                              | Total club    | Total club    | 127              | 9                | 30               | 6                | 26               | 1                | 183 | 16 | 0.09 |
| Total carrera                           | Total carrera | Total carrera | 147              | 10               | 30               | 6                | 26               | 1                | 203 | 17 | 0.08 |
| 1. 2. 3.                                |               |               |                  |                  |                  |                  |                  |                  |     |    |      |

## Internacionalidades
- 4 veces internacional con España.
- Debutó con la selección española en Madrid el 11 de octubre de 1972 contra Argentina.

## Palmarés
- 5 Ligas españolas de fútbol con el Real Madrid en los años 1968, 1969, 1972,  1975 y 1976.
- 3 Copas del Rey con el Real Madrid en el año 1970, 1974 y 1975.